# Markus Daum
Markus Daum (* 20. Juni 1959 in Bad Säckingen) ist ein deutscher Bildhauer und Grafiker. Er lebt und arbeitet in Radolfzell am Bodensee und in Berlin.

## Leben
Seine Schulzeit verbrachte Daum in Radolfzell am Bodensee. Nach einer Steinbildhauerlehre von 1979 bis 1981 in Ravensburg leistete er seinen Zivildienst als Rettungssanitäter beim Deutschen Roten Kreuz. 1983 begann er mit dem Studium der Bildhauerei bei Alfred Hrdlicka an der Akademie der Bildenden Künste in Stuttgart. 1986 wechselte er an die Hochschule der Künste Berlin, wo er 1990 sein Studium als Meisterschüler von Rolf Szymanski abschloss. 1992 erhielt er das Villa-Serpentara-Stipendium der Akademie der Künste Berlin in Olevano Romano, Italien, 2017 ein Stipendium der Bartels Fondation in Basel, Schweiz, und 2017/18 ein Arbeitsstipendium aus dem Trustee Programm EHF 2010 der Konrad-Adenauer-Stiftung, Berlin. 2012 wurde ihm der Konstanzer Kunstpreis verliehen. 
Markus Daum ist Mitglied im Künstlerbund Baden-Württemberg, in der Neuen Münchner Künstlergenossenschaft und bei sculpture Network.

## Werk
Im Zentrum der künstlerischen Fragestellung des Bildhauers und Zeichners Markus Daum steht stets das Bild des Menschen. Immer wieder umkreist er die menschliche Existenz mit ihren Licht- und Schattenseiten. Das Erschreckende, die latente Gefahr von Gewalt und Verletzung wird nicht ausgespart. Auf berührende Art und Weise ist die emotionale Ebene des Menschen in seinen Werken eingefangen. Das Arbeiten in Zyklen ist für Markus Daum keine rein technische Angelegenheit.
Im Zyklus löst sich für Daum der Kreislauf von Werden und Vergehen ein, mit dem sich der Künstler seit Jahrzehnten befasst. Anschaulich wird dies in seiner Auseinandersetzung mit dem menschlichen Körper, den er sowohl bildhauerisch als auch grafisch darstellt.
Für seine Plastiken findet der Künstler eine eigene, archaische Repräsentationsform des Körperlichen. Dem uralten Thema der Figur verleiht er eine zeitgemäße Form. Dabei arbeitet er in einer großen Freiheit individueller Gestaltung, den Horizont des Menschlichen auslotend.
In den letzten Jahren deuten sich in der Formensprache zwischen seinen graphischen Gitterköpfen auf Papier und den filigranen Drahtskulpturen von Büsten und Köpfen immer größer werdende Verbindungen an.
Neben klassischen Bildhauerskulpturen erstellt er großräumige Drahtplastiken als Darbietungsform für das Ewig Unvollendete, auch Gemälde, Grafiken, Radierungen, Tusche-, Graphit- und Ölkreidezeichnungen sowie Collagen und  Installationen gehören zu seinem Repertoire.

## Ausstellungen (Auswahl)

### Einzelausstellungen
- 1990: Städt. Museum Engen + Galerie (Publikation: Markus Daum – SKULPTUREN, GRAPHIK, MALEREI[7], Hrsg. Stubengesellschaft 1599 Kunstverein Engen)
- 1994: Städtische Museen Heilbronn (Publikation: Markus Daum – SKULPTUR, ZEICHNUNG, DRUCKGRAPHIK[8]); Galerie Schmücking, Basel
- 1996: Kunstverein Konstanz, Wessenberghaus (Publikation: Markus Daum – AUS DEM HAUS DER SPIEGEL[9], Kunstverein Konstanz, Hrsg. Kunstverein Konstanz, Städtisches Wessenberghaus, Radolfzell, 1996)
- 1998: Galerie Parterre, Berlin (Publikation: Markus Daum – IM NEBENHER VON ALLEM[10], Hrsg. Verband der Kunstwissenschaftler und Kunstkritiker e. V. Berlin, Galerie parterre des Kulturamtes Prenzlauer Berg, Berlin und Galerie Sebastianskapelle, Ulm)
- 2000: Marburger Kunstverein
- 2002: Städtisches Kunstmuseum Singen (Publikation: Markus Daum – SCHATTENFELDER, Skulptur und Graphik[11], Hrsg. Christoph Bauer, Städtisches Kunstmuseum Singen und Markus Daum, Städtisches Kunstmuseum Singen); Christuskirche, Heilbronn (Publikation: Markus Daum – 2002 KREUZE[12], Hrsg. Markus Daum, Installation Christuskirche Heilbronn, 2004)
- 2003: Kunstmuseum Kloster Unser Lieben Frauen, Magdeburg; Kunsthalle Wil (CH) (Publikation: gm=389954 Markus Daum – Corpus Relicti, Kunsthalle Wil); MADAJASI, Ausstellungsprojekt in Verbindung mit dem Goethe-Institut, CANTIERI CULTURALI ALLA ZISA, Palermo (IT)
- 2007: Kunstverein Radolfzell, Städtische Galerie Villa Bosch (Publikation: Markus Daum – IN ZWISCHEN Skulptur[13], Hrsg. Kunstverein Radolfzell)
- 2008: Morat-Institut für Kunst und Kunstwissenschaft, Freiburg i. Br. (Publikation:  Markus Daum – IN ZWISCHEN Radierung[14], Hrsg. Kunstverein Radolfzell);
- 2012: Museum und Galerie in der Lände, Kressbronn; Kunstverein Konstanz (Publikation: Markus Daum – Konstanzer Kunstpreis 2012, Zeitung aus Anlass der Kunstpreisverleihung, Ausstellung ReVision, Hrsg. Kunstverein Konstanz, Kirchheim/Teck)
- 2015: Peripherie, Städtische Galerie Tuttlingen[2]
- 2016: Photoplatz, Berlin
- 2017: Aus meinem Zeichenraum, Stiftung Bartels Fondation, Basel[2]
- 2018 HALB INNER HALB AUSSER HALB – Der Körper des Fremden, Hesse-Museum Gaienhofen[2]
- 2018/19: Museum der Universität Tübingen (MUT), Tübingen
- 2019: Touch me, modo-Verlag, Freiburg im Breisgau[2]
- (?) Touch me, Südwest-Galerie, Kreissparkasse Ravensburg; Auswahl aus den Werkgruppen Touch Me, Frühling in Daraa und Der Liegende[2]

### Ausstellungsbeteiligungen
- 1992: Köpfe, Pfalzgalerie Kaiserslautern und Städtische Museen Heilbronn (Publikation: Kopf-Ansichten, Malerei und Plastik der 80er Jahre[15])
- 1993: Akademie 1993, Eine Ausstellung der Akademie der Künste, Berlin, von Mitgliedern der Abteilung Bildende Kunst und ihren Gästen (Publikation: Akademie 1993[16] )
- 1996: Art Cologne, Galerie Schmücking, Braunschweig (1992–96)
- 1996: Plätze und Platzzeichen, Städtische Museen Heilbronn (Publikation: Der Platz – Ein Thema der Kleinplastik seit Giacometti[17])
- 1997: Im Fluß – Bronzeplastik heute[18], Landesmuseum Konstanz; Via crucis, Dominikanermuseum Rottweil (Publikation: Via Crucis. Das Kreuz in der Kunst der Gegenwart[19])
- 1998: See-Blick, Deutsche Künstler am Bodensee, Städt. Wessenberg-Galerie, Konstanz(Publikation: See-Blick[20]); Traditie si inovatie. Sticla europeana din secolele XIX – XX, The National Museum of Art of Romania, Bukarest
- 1999: 50 Jahre Große Kunstausstellung, Haus der Kunst, München
- 2000: Plastiken auf der Ziegelhütte, Neue Darmstädter Sezession, Darmstadt (Publikation: Gastspiel. 15. Ausstellung von Freiplastiken auf der Ziegelhütte[21]); Köpfe eines Jahrzehnts, Städtische Museen Heilbronn
- 2001: 40 Jahre Galerie Schmücking, Städtisches Museum Braunschweig
- 2002: Galerie Netuschil, Darmstadt, (mit Walter Stöhrer)
- 2004: Marchtaler Fenster: Antes, Brodwolf, Daum, Voré, Kloster Obermarchtal (Publikation: Marchtaler Fenster. Antes, Brodwolf, Daum, Voré. Neue Kunst 2004[22])
- 2005: Die III. Dimension, Skulptur aktuell, Große Kunstausstellung München, Haus der Kunst, München (Publikation: Die III. Dimension, Skulptur aktuell, Große Kunstausstellung 2005[23] )
- 2006: Lothar-Fischer-Preis, Museum Lothar Fischer, Neumarkt i. d. OPf.
- 2006. Skulpturen auf der Ziegelhütte, Darmstädter Sezession, Darmstadt (Publikation: WÜRFEL SIND GEFALLEN. 18. Bildhauerausstellung der Darmstädter Sezession[24])
- 2007: Mit den Händen sehen, Marburger Kunstverein (Publikation: Mit den Händen sehen[25])
- 2008: inventur – Radierung in Deutschland, Kunstverein Reutlingen
- 2008: Medium Zeichnung, Grosse Kunstausstellung, Haus der Kunst, München
- 2008: Meisterwerke der Kunst, Kupferstich und Radierung, aus der Sammlung des Morat-Instituts für Kunst und Kunstwissenschaft Freiburg i. Br., Kunstverein Aalen
- 2009: inventur – Radierung in Deutschland, Graphikmuseum Pablo Picasso, Münster (Publikation: inventur – Zeitgenössische Radierung in Deutschland[26])
- 2012: Kreuz Wege Positionen, Diözesanmuseum, Osnabrück
- 2012: Auf Augenhöhe, Meisterwerke aus Mittelalter und Moderne, Ulmer Museum
- 2012: VON HAND, Künstlerzeichnungen in Katalogen, Die Sammlung Reinhard Besserer, Galerie im Rathaus, Eppingen (Publikation: VON HAND[27])
- 2014: IM DIALOG. Gotik trifft Gegenwart, Kunst Raum Rottweil, Museum der Gegenwart im Dominikanermuseum Rottweil
- 2015: Meeting Point, Kunstverein Konstanz
- 2014: ALLE, 60 Jahre Künstlerbund Baden-Württemberg, Städtische Galerie Karlsruhe (Editionen, Vorzugsausgaben[28]); Kopfgeburten, Hölderlinturm Tübingen
- 2017: AUF IMMER. AUF DAUER. AUF ZEIT., Schenkungen und Leihgaben für das Kunstmuseum Singen (Sammlung Suse und Werner Pfäffle, Stuttgart); Personal Structures. Time-Space-Existence, Palazzo Mora, 57. Biennale di Venezia (Publikation: PERSONAL STRUCTURES – Open Borders[29])
- 2017. Stand der Dinge, Der Künstlerbund zu Gast in der Städtischen Galerie Bietigheim-Bissingen und im Kunstmuseum Singen, Städtische Galerie Bietigheim-Bissingen (Publikation: Stand der Dinge[30])

## Arbeiten im öffentlichen Raum (Auswahl)
- 1985: Salomé, Bronzeguss, 86,5 × 39 × 68 cm, Karlsruhe, Landesbank Baden-Württemberg
- 1987: Kleine Negerin, Eisenguss, 60 × 14 × 16 cm, Radolfzell, Sparkasse Singen-Radolfzell
- 1987/1988: Madonna von Berlin, Bronze bzw. Eisen, 233 × 75 × 75 cm, Wein-Panorama-Weg, Heilbronn
- 1989: Reliefs, Bronzeguss, 10 Reliefs 23–27 × 23–29 × 4–10 cm, 1 Relief 65 × 36 × 19 cm, Taufschale, 1990, Bronzeguss 64 × 82 × 27 cm, Radolfzell, Kath. Münster ULF, Linker Seitenaltar, Chorbereich außen
- 1991/1992: Saba, Eisenguss, 332 × 186 x195 cm, Heilbronn, Böckingen, Richard Drautz-Stiftung, Eingangsbereich / Hof / Empfangsbereich, 3. Bauerweiterung
- 1992/1993: Fährbrunnen, Sandstein/Bronze, ca. 350 × 800 × 700 cm, Heilbronn, Klingenberg
- 1993: Enceinte (1/4), Eisenguss, 300 × 90 × 150 cm, Neckarsulm, Musikschule; Enceinte (2/4), Eisenguss, 300 × 90 × 150 cm, Bad Saulgau, Städtische Galerie Fähre, Altes Kloster
- 1994/1995: Schattenfeld, Eisen/Acrylglas/Farbe/elektronische Steuerung, ca. 580 × 220 × 40 cm, Engen, Sparkasse Engen-Gottmadingen (Hauptstelle)
- 1995: Zyklus Corpus, 9 Plastiken, Eisenguss, Wandvitrine mit 2 Plastiken, Eisenguss/Glas, 74 × 98 × 40 cm, Wandvitrine mit 4 Plastiken, Eisenguss/Glas, 74 × 134 × 46 cm, Wandvitrine mit 1 Plastik, Eisenguss/Glas, 74 × 56 × 45 cm; Wandvitrine/2 Plastiken, Eisenguss/Glas, 64 × 84 × 44 cm; Sparkasse Singen-Radolfzell, Radolfzell (Marktplatz, Zweigstelle Konstanzerstraße, Zweigstelle Höristraße)
- 1995/1996: Brunnen im Innenhof, Eisenguss, Stein, ca. 390 × 300 × 90 cm, Heilbronn, Böckingen, Richard Drautz-Stiftung, Eingangsbereich / Hof / Empfangsbereich, 3. Bauerweiterung
- 1997/1998: Amphora, Messingguss, 190 × 64 × 53 cm, Bremen, Stiftung Haus Kränholm
- 1998: Großer Aufbruch, Eisenguss, 200 × 100 × 100 cm, Engen, Sparkasse Engen-Gottmadingen (Zweigstelle Mühlhausen)
- 1999: Kreuz, Cortenstahl/Eisenguss, 200 × 100 × 25 cm, Berlin, Reichstagsgebäude, Saal der CDU/CSU-Bundestagsfraktion
Es ist eine ungewöhnliche Form mit einem tief liegenden Querbalken, der an einen rostigen Nagel erinnert. Das Kreuz hängt an einer geweißten Querwand des Sitzungsraumes und symbolisiert das Werden und Vergehen, die menschliche Existenz mit ihren Licht- und Schattenseiten.[1]
- 2001: Kreuz, Messingguss, ca. 130 × 100 × 25 cm, Ehingen, Gesundheitszentrum, Krankenhauskapelle[1]
- 2002: Schmiedebrunnen, Cortenstahl/Eisenguss, 120 × 610 × 80 cm, Engen-Welschingen
- 2002: Kreuze – Schattenfeld, eine Installation in der Christuskirche, Heilbronn[1]
- 2003: Altar, Eisenguss 90 × 150 × 100 cm, Ambo, Eisenguss, 140 × 50 × 30 cm, Taufschale, Eisenguss, 95 × 80 × 80 cm, 2 Glasfenster, farbiges Glas, 530 × 530 cm, 345 × 45 cm, Schwäbisch Hall, Evang. Sophie-Scholl-Kirche
- 2006: Zenosäule, Bronzeguss/Sandstein, Sockel 153 × 65 × 60 cm, Plastik 140 × 96 × 68 cm, Radolfzell, Kath. Münster ULF, Linker Seitenaltar, Chorbereich außen
- 2009: Johann Georg Elser-Mahnzeichen, Beton/Bronzeguss, 187 × 85 × 49 cm, Konstanz, Garten der Wessenberg-Stiftung
- 2010: Singener Kapitell, Eisenguss/Beton, ca. 870 × 300 × 250 cm, Singen, Stadthalle / Gartenseite (Publikation: Markus Daum – SINGENER KAPITELL und Kunst im öffentlichen Raum[31], Hrsg. Kunstmuseum Singen, modo Verlag); 2 Torsi, Bronzeguss/Betonguss, je ca. 240 × 60 × 50 cm, Heilbronn, Böckingen, Richard Drautz-Stiftung, Eingangsbereich / Hof / Empfangsbereich, 3. Bauerweiterung; Kreuz, Bronzeguss, Zinnober, 20 × 19,5 × 2 cm, Licodia Eubea (IT), Edicola di Salita Cappuccini 7
- 2017: Eisenzeichnung ZOLLERN 2017, Stahldraht, ca. 950 × 250 × 230 cm, Herbertingen, Zollern Company, Verwaltungsgebäude, zentrales Treppenhaus

## In öffentlichen und privaten Sammlungen
- Guardini Stiftung, Berlin
- Sammlung des Deutschen Bundestages, Berlin
- Museum Beelden Aan Zee, Den Haag / Scheveningen (Niederlande)
- Morat-Institut für Kunst und Kunstwissenschaft, Freiburg im Breisgau
- Regierungspräsidium Freiburg im Breisgau
- Städtische Museen Heilbronnm
- Städtische Wessenberg-Galerie, Konstanz
- Sammlung Museum und Galerie Lände, Kressbronn
- Sammlung Pädagogische Hochschule Thurgau, Kreuzlingen (CH)
- Sammlung Würth, Künzelsau
- Akademie Franz-Hitze-Haus, Münster
- Baden-Württembergische Bank, Singen
- Städtisches Kunstmuseum Singen
- Kunsthalle Wil (CH)